# サヨナラホームラン (スガシカオの曲)
「サヨナラホームラン」は、スガシカオの27枚目のシングル。2010年4月28日発売。

## 概要
- 「初回生産限定盤（DVD付）」「通常盤」の2種同時リリース。
- 初回生産限定盤には、弾き語りライブ「Hitori Sugar Tour 2008」のライブ映像を収録したDVD付。

## 収録曲

### CD
（全作詞・作曲：スガシカオ）
1. サヨナラホームラン
  - 2009年に行われた『ワールド・ベースボール・クラシック』をテレビ観戦した際に思いついた[1]。
2. 世界が終わる5秒前
3. 〜FAN-KEY-TRAIN リクエスト・トラック〜
  - 曲名は記載されていないが「月とナイフ」のピアノ・バージョンが収録されている。

### DVD
Hitori Sugar Tour 2008 at club FLEEZ
1. NOBODY KNOWS
2. アーケード
3. 月とナイフ
4. 潔癖
5. June 〜 フォノスコープ 〜 Hop Step Dive
6. 黄金の月
7. 春夏秋冬
8. 19才 〜 アシンメトリー 〜 Thank You
9. ヒットチャートをかけぬけろ
10. 午後のパレード
11. このところ ちょっと
12. 愛について

## 収録アルバム
- FUNKASTiC (#1)
- SugarlessII (#2)
- BEST HIT!! SUGA SHIKAO -2003〜2011- (#1)
- SugarlessII(#3)